# Amador Lorenzo Lemos
Amador Lorenzo Lemos, esportivament conegut com a Amador (Bueu, Pontevedra, 29 de setembre de 1954) és un exfutbolista gallec que jugava com a porter.

## Trajectòria
Va començar a jugar a l'Atlético Ponevedrés, filial del Pontevedra CF, i va arribar a jugar a Segona Divisió amb el primer equip. La temporada 1974/75 va passar a les categories inferiors del Reial Madrid. Va jugar al Castilla CF, i la temporada 1976/77 va passar al primer equip madridista com a tercer porter.
En el seu primer any va quedar inèdit, però la següent temporada les lesions de Mariano García Remón i Miguel Ángel van obligar Luis Molowny a fer-lo debutar en Primera Divisió. Va ser el 6 de novembre de 1977, a l'Estadi Santiago Bernabéu, davant el València CF, en un partit que van guanyar per la mínima els madridistes. Aquella temporada el conjunt blanc es va proclamar campió de lliga. No obstant això, Amador no va tenir més ocasions de jugar i en finalitzar la temporada va ser traspassat a l'Hèrcules CF.
En l'equip alacantí va jugar dues temporades a bon nivell, la qual cosa li va obrir les portes de la selecció B d'Espanya i del FC Barcelona. En l'equip català, no obstant això, mai va aconseguir fer-se amb la titularitat, sent suplent de Pedro María Artola primer i d'Urruti després. En total, només va participar en vuit partits de lliga en sis temporades.
Malgrat la seva presència testimonial, va acumular múltiples títols en la seva etapa blaugrana: una lliga, dues Copes del Rei, dues Copes de la Lliga, una Supercopa d'Espanya, una Recopa d'Europa i un subcampionat de la Copa d'Europa el 1986. Després del fracàs d'aquesta final continental davant l'Steaua de Bucarest, va deixar Barcelona i va fitxar pel Reial Murcia.
Durant tres anys va ser el porter titular dels pimentoneros en primera divisió. Després del descens del Múrcia, la temporada 1988/89, va decidir penjar els guants.
Després de la seva retirada, va tornar a la seva Galícia natal, des d'on col·labora amb el cos tècnic del FC Barcelona com a observador de joves promeses.
Al costat del seu germà Paco regenta amb notable èxit una important fleca artesanal al carrer Montero Ríos de Bueu, i gestiona al seu torn la marca Sargadelos a Vigo.

## Internacional
Va ser internacional amb les seleccions sub-23 i sub-18 d'Espanya; i amb aquesta última va guanyar la medalla de bronze en l'Eurocopa de la seva categoria, disputada el 1972.
El 1980 va ser convocat en diverses ocasions per la Selecció B d'Espanya, arribant a disputar amb aquesta un partit internacional.

## Palmarès

### Campionats estatals
| Títol               | Club         | Any  |
| ------------------- | ------------ | ---- |
| Lliga               | Reial Madrid | 1978 |
| Copa del Rei        | FC Barcelona | 1981 |
| Copa de la Lliga    | FC Barcelona | 1983 |
| Copa del Rei        | FC Barcelona | 1983 |
| Supercopa d'Espanya | FC Barcelona | 1983 |
| Lliga               | FC Barcelona | 1985 |
| Copa de la Lliga    | FC Barcelona | 1986 |

### Tornejos internacionals
| Títol           | Club         | Any  |
| --------------- | ------------ | ---- |
| Recopa d'Europa | FC Barcelona | 1982 |